# Затока Муцу
Затока Муцу (яп. 陸奥湾 муцу-ван) — напівзакрита затока або напівзакрите море в Японії на північному краю острова Хонсю, в префектурі Аоморі. Затока повідомляється з протокою Цугару через вузьку протоку Тайрадате у своїй північній частині.
Затоку обмежують півострів Цугару на заході та півострів Сімо-Кіта на сході та півночі. У центральній частині в затоку на 10 км вдається півострів Нацудомарі, що поділяє його на східну та західну частини. У південно-західній частині затоки знаходиться затока Аоморі, на якій стоїть місто-порт Аоморі. У північно-східній частині затоки знаходиться бухта Омінато, на яку виходить місто Муцу. Затока оточена горами заввишки до півкілометра, а за 20 км на південь від затоки височіють гори заввишки до 1,5 км.
Середня глибина затоки складає близько 40 м, максимальна — біля гирла протоки Тайрадате — близько 75-80 м. Ширина гирла затоки становить близько 10 км.
Так як затока закрита від навколишніх морів і в ній не буває сильних штормів, там видобувається велика кількість риби та морепродуктів, також там розводять морського гребінця, який є важливою статтею експорту. За винятком зимових місяців, затока багата на планктон.

## Галерея

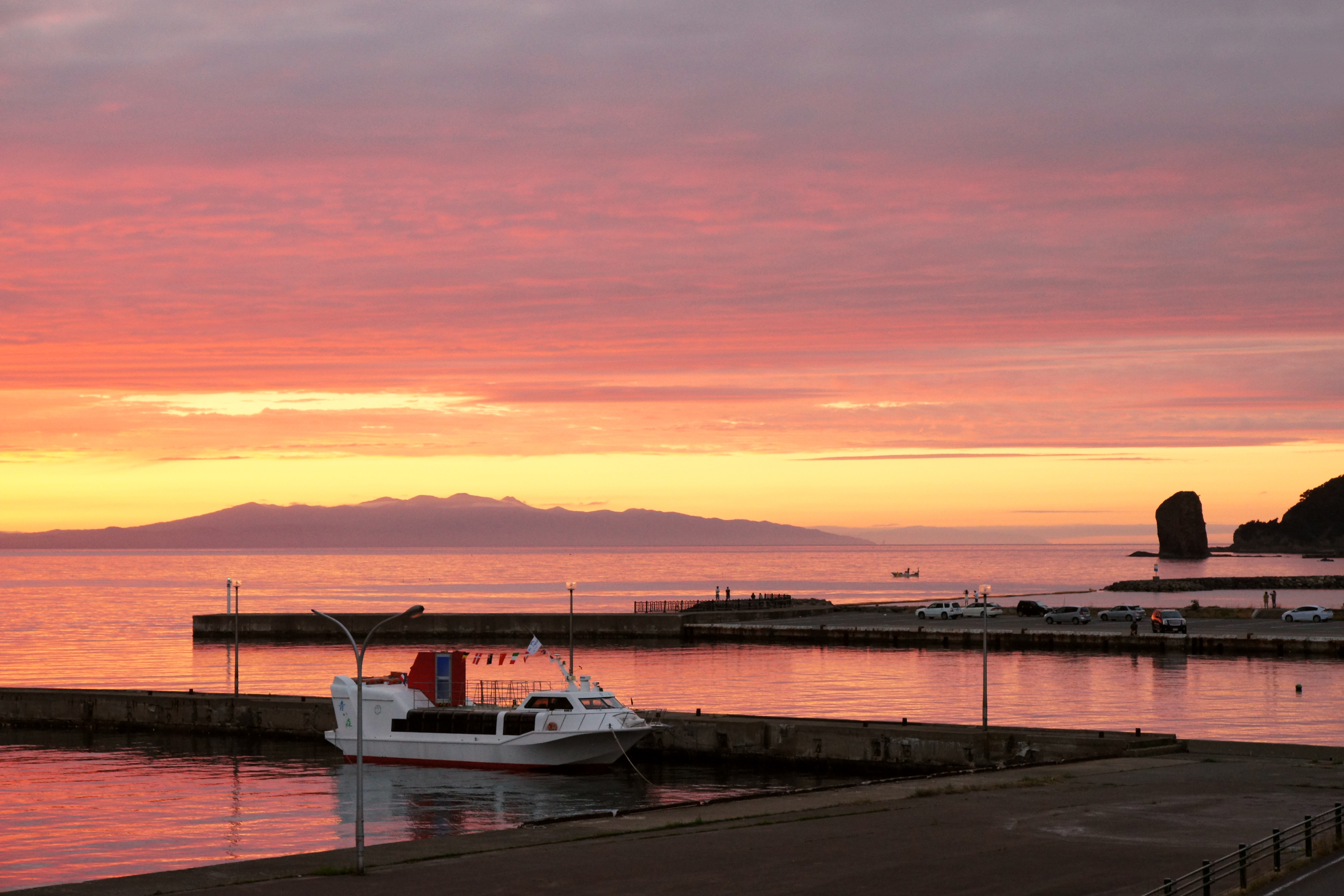
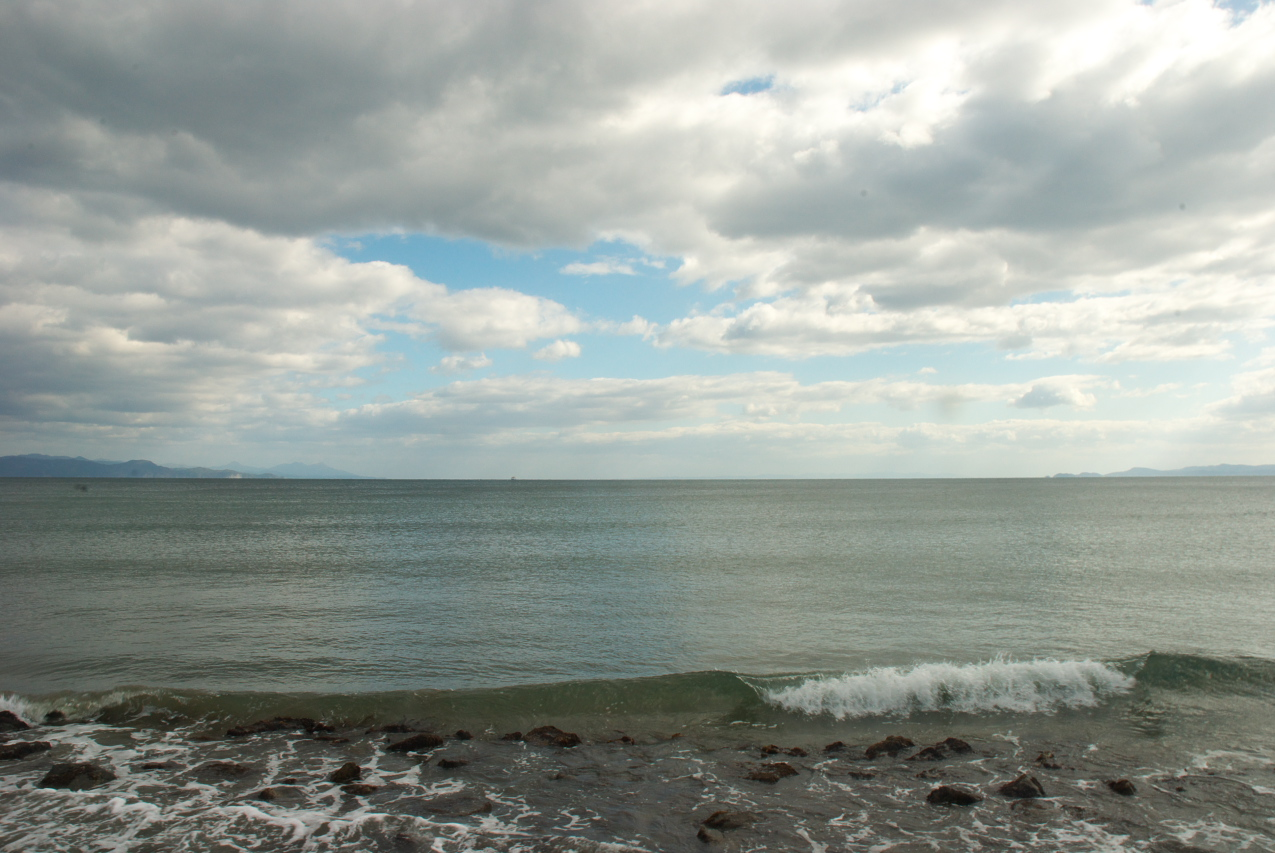
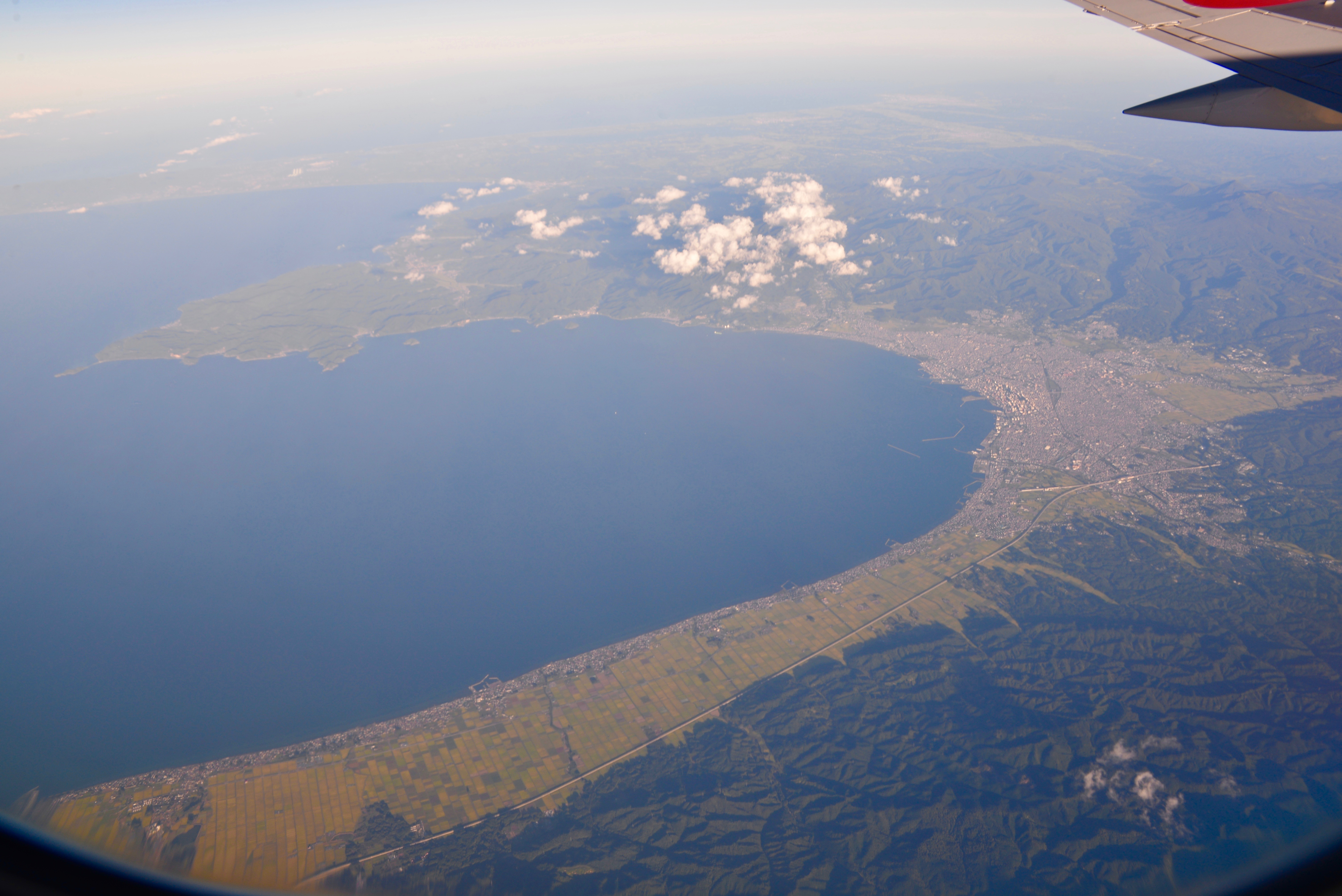